# 伯塞斯魏布爾山
46°59′51″N 12°43′22″E / 46.99750°N 12.72278°E

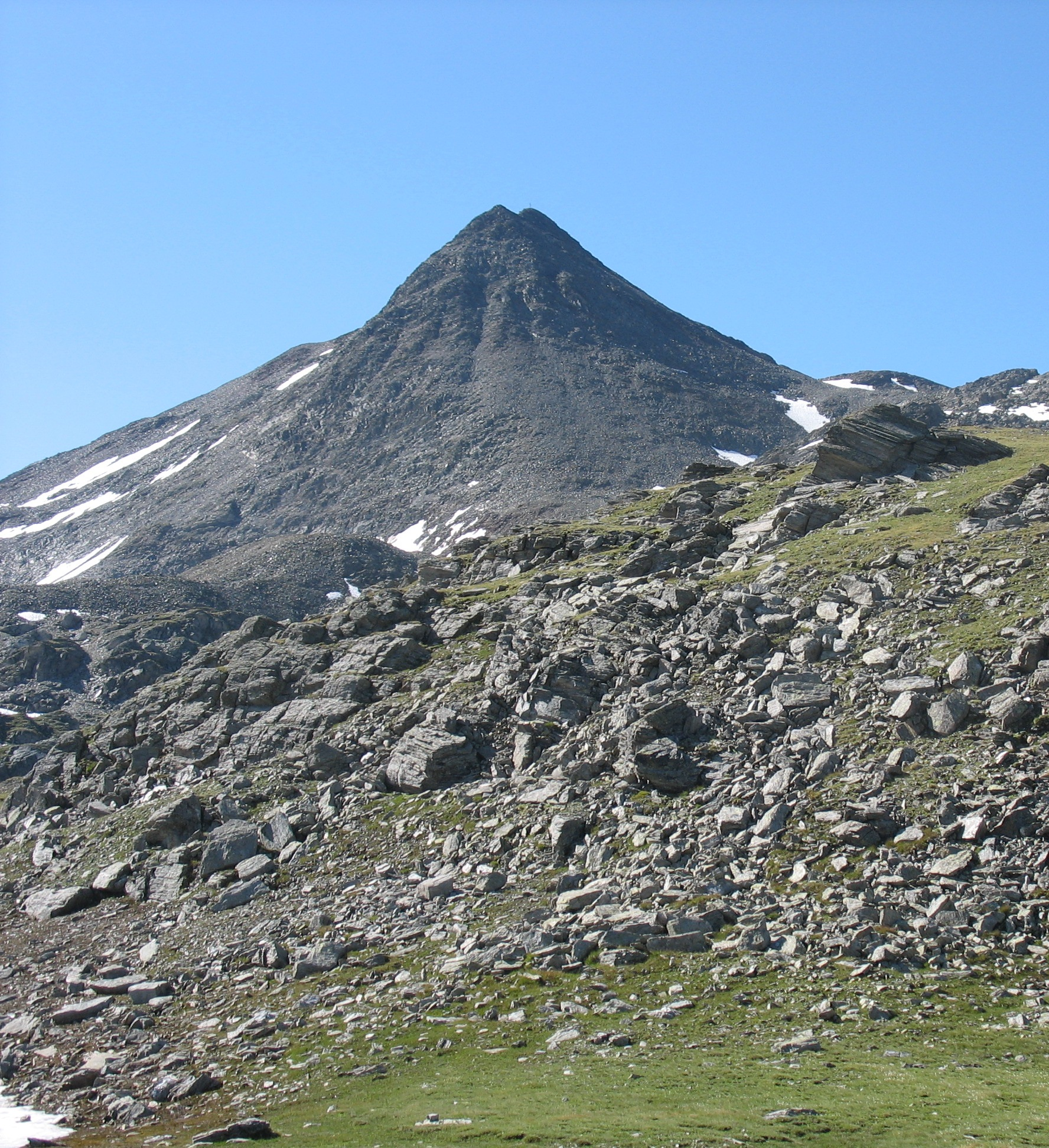

伯塞斯魏布爾山（德語：Böses Weibl），是奧地利的山峰，位於該國西部，由蒂羅爾州負責管轄，屬於舍貝爾山脈的一部分，距離克里斯塔爾山1.5公里，海拔高度3,119米，每年平均降雨量2,138毫米。